# Municipio de Sherman (condado de Riley)
El municipio de Sherman (en inglés: Sherman Township) es un municipio ubicado en el condado de Riley en el estado estadounidense de Kansas. En el año 2010 tenía una población de 579 habitantes y una densidad poblacional de 7,14 personas por km².

## Geografía
El municipio de Sherman se encuentra ubicado en las coordenadas 39°22′22″N 96°44′55″O / 39.37278, -96.74861. Según la Oficina del Censo de los Estados Unidos, el municipio tiene una superficie total de 81.11 km², de la cual 76,15 km² corresponden a tierra firme y (6,12 %) 4,96 km² es agua.

## Demografía
Según el censo de 2010, había 579 personas residiendo en el municipio de Sherman. La densidad de población era de 7,14 hab./km². De los 579 habitantes, el municipio de Sherman estaba compuesto por el 95,34 % blancos, el 0,86 % eran afroamericanos, el 1,04 % eran amerindios, el 0,17 % eran asiáticos, el 0,35 % eran de otras razas y el 2,25 % eran de una mezcla de razas. Del total de la población el 0,86 % eran hispanos o latinos de cualquier raza.